# サントゥチュFC
サントゥチュ・フトボル・クルブ（Santutxu Fútbol Club, バスク語: Santutxu Futbol Kluba）は、スペイン・バスク州ビルバオに本拠地を置くサッカークラブ。

## 概要
1918年に創設され、4,000人の収容人数を誇るエスタディオ・マイオナをホームスタジアムとしている。
バスク州に本拠地を置くアマチュアクラブの中では、優れた育成組織を持つクラブであり、過去にウナイ・ブスティンサやイバイ・ゴメス、ウナイ・ベンセドール、ダニエル・ビビアンといった選手を送り出した。 

## タイトル

### 国内タイトル
- バスク州1部リーグ : 3回
  - 1979-80, 1990-91, 2005-06

### 国際タイトル
- なし

## 歴代所属選手
- イバイ・ゴメス 2008-2009
- マルコム・アドゥ・アレス 2020-2021